# Kanton Sainte-Mère-Église
Sainte-Mère-Église is een voormalig kanton van het Franse departement Manche.
Het kanton viel onder het arrondissement Valognes tot dat in 1926 werd opgeheven en het kanton werd opgenomen in het arrondissement Cherbourg. Op 22 maart 2015 werd het kanton opgeheven en werden de gemeenten opgenomen in het kanton Carentan

## Gemeenten
Het kanton Sainte-Mère-Église omvatte de volgende gemeenten:
- Amfreville
- Angoville-au-Plain
- Audouville-la-Hubert
- Beuzeville-au-Plain
- Beuzeville-la-Bastille
- Blosville
- Boutteville
- Brucheville
- Carquebut
- Chef-du-Pont
- Écoquenéauville
- Foucarville
- Gourbesville
- Hiesville
- Houesville
- Liesville-sur-Douve
- Neuville-au-Plain
- Picauville
- Ravenoville
- Sainte-Marie-du-Mont
- Sainte-Mère-Église (hoofdplaats)
- Saint-Germain-de-Varreville
- Saint-Martin-de-Varreville
- Sébeville
- Turqueville
- Vierville